# Aphanistes nugalis
Aphanistes nugalis är en stekelart som först beskrevs av Tosquinet 1889.  Aphanistes nugalis ingår i släktet Aphanistes och familjen brokparasitsteklar. Inga underarter finns listade i Catalogue of Life.